# Episodi di La cucina magica di Talia
La prima e unica stagione della serie televisiva La cucina magica di Talia  è andata in onda negli Stati Uniti d'America in due parti, la prima parte dal 6 luglio 2015 al 30 luglio 2015 e la seconda parte dal 25 novembre 2015  al 23 dicembre 2015, su Nickelodeon.
In Italia la prima parte è andata in onda dal 30 maggio 2016 al 10 giugno 2016 e la seconda parte dal 14 novembre 2016 al 9 dicembre 2016 su TeenNick.
| nº            | Titolo originale                 | Titolo italiano                      | Prima TV USA     | Prima TV Italia  |
| Prima parte   | Prima parte                      | Prima parte                          | Prima parte      | Prima parte      |
| ------------- | -------------------------------- | ------------------------------------ | ---------------- | ---------------- |
| 1             | And Spice Makes Nnice            | Spezie speciali                      | 6 luglio 2015    | 30 maggio 2016   |
| 2             | Sugar Rush                       | Troppi zuccheri                      | 7 luglio 2015    | 30 maggio 2016   |
| 3             | Don't Cry Over Spilt Tres Leches | Non piangere sul tres leches varsato | 8 luglio 2015    | 31 maggio 2016   |
| 4             | It's Raining Spices              | Piovono spezie                       | 9 luglio 2015    | 31 maggio 2016   |
| 5             | A Cat Named bechamel             | Un gatto di nome Béchamel            | 10 luglio 2015   | 1º giugno 2016   |
| 6             | Fowl Play                        | Il gioco delle galline               | 13 luglio 2015   | 1º giugno 2016   |
| 7             | Every Witch Lola's               | Emma, una strega al Lola's           | 14 luglio 2015   | 2 giugno 2016    |
| 8             | Spice-o-Matic                    | Un'inaugurazione speziata            | 15 luglio 2015   | 2 giugno 2016    |
| 9             | The Open to End All Opens        | La giacca da chef                    | 17 luglio 2015   | 3 giugno 2016    |
| 10            | Spice Me Up                      | Il nuovo sous chef                   | 20 luglio 2015   | 3 giugno 2016    |
| 11            | Spice Me Up                      | Il momento giusto                    | 20 luglio 2015   | 6 giugno 2016    |
| 12            | The Last Enchilada               | Le uova strapazzate                  | 21 luglio 2015   | 6 giugno 2016    |
| 13            | Cupcake Wars                     | Cupcake magici                       | 22 luglio 2015   | 7 giugno 2016    |
| 14            | The Spoon                        | The spoon                            | 23 luglio 2015   | 7 giugno 2016    |
| 15            | Skunk-en Souffle                 | Chef per un giorno                   | 24 luglio 2015   | 8 giugno 2016    |
| 16            | Prote-Spice                      | Il potere delle spezie               | 27 luglio 2015   | 8 giugno 2016    |
| 17            | Spice Lesson                     | A lezione di spezie                  | 28 luglio 2015   | 9 giugno 2016    |
| 18            | Go Bake or Go Home               | Vincere o tornare a casa             | 29 luglio 2015   | 9 giugno 2016    |
| 19            | Spice Heist                      | Il concorso                          | 30 luglio 2015   | 10 giugno 2016   |
| 20            | Spice Heist                      | L'uragano Ofelia                     | 30 luglio 2015   | 10 giugno 2016   |
| Seconda parte |                                  |                                      |                  |                  |
| 21            | After the Storm                  | Dopo l'uragano                       | 25 novembre 2015 | 14 novembre 2016 |
| 22            | Storm and Grubb                  | Ricetta di famiglia                  | 30 novembre 2015 | 15 novembre 2016 |
| 23            | Storm and Grubb                  | Ricordi agro-dolci                   | 30 novembre 2015 | 16 novembre 2016 |
| 24            | Key Lime Memories                | Combinazioni                         | 1º dicembre 2015 | 17 novembre 2016 |
| 25            | Poached Grubb                    | Una pizza per Will                   | 2 dicembre 2015  | 18 novembre 2016 |
| 26            | Faux Frenchman                   | Insieme per il Lola                  | 3 dicembre 2015  | 21 novembre 2016 |
| 27            | Just Dessert                     | Inizia la scuola                     | 4 dicembre 2015  | 22 novembre 2016 |
| 28            | School of Bake                   | Arrivano gli investigatori           | 7 dicembre 2015  | 23 novembre 2016 |
| 29            | Chef Julie                       | La telenovela                        | 8 dicembre 2015  | 24 novembre 2016 |
| 30            | Oil & Vinegar                    | Una nuova riapertura                 | 9 dicembre 2015  | 25 novembre 2016 |
| 31            | Food Meddle Jacket               | Liti speziate                        | 10 dicembre 2015 | 28 novembre 2016 |
| 32            | Food Fighters                    | La festa si avvicina                 | 11 dicembre 2015 | 29 novembre 2016 |
| 33            | Yolo Fro Yo                      | Un dolce... antidoto                 | 14 dicembre 2015 | 30 novembre 2016 |
| 34            | Rice to the Occasion             | Rivoluzione in cucina                | 15 dicembre 2015 | 1 dicembre 2016  |
| 35            | Brothers Grubb                   | Le spezie della concordia            | 16 dicembre 2015 | 2 dicembre 2016  |
| 36            | Fish Perfect                     | Duello o non duello?                 | 17 dicembre 2015 | 5 dicembre 2016  |
| 37            | Fly Food                         | La sfida si avvicina                 | 18 dicembre 2015 | 6 dicembre 2016  |
| 38            | Cooking it Cool                  | Alla ricerca delle spezie magiche    | 21 dicembre 2015 | 7 dicembre 2016  |
| 39            | Spice Island (Part 1)            | Guerra di spie                       | 22 dicembre 2015 | 8 dicembre 2016  |
| 40            | Spice Island (Part 2)            | Pericolo in agguato                  | 23 dicembre 2015 | 9 dicembre 2016  |